# Paul Motian
Stephen Paul Motian (Filadelfia, 25 marzo 1931 – New York, 22 novembre 2011) è stato un batterista, compositore e musicista statunitense di origini armene.
Salito alla ribalta alla fine degli anni cinquanta con il pionieristico trio del pianista Bill Evans, Motian ha sempre lavorato in una gran quantità di contesti musicali diversi e ha guidato molte formazioni. È uno dei musicisti che hanno esercitato una maggiore influenza nell'evoluzione della batteria moderna, avendo dato un ulteriore e rimarchevole contributo nel processo di liberazione della batteria dal ruolo convenzionale e tradizionale di semplice parte della "sezione ritmica".

## Biografia
Dopo avere suonato la chitarra durante l'infanzia, Motian passò alla batteria a 12 anni, arrivando a partecipare ad una tournée nella Nuova Inghilterra con un gruppo swing. Durante la guerra in Corea si arruolò in Marina.
Motian divenne un musicista professionista nel 1954, quando suonò per un breve periodo con il pianista Thelonious Monk. La sua prima notorietà è legata alla militanza nel celebre trio di Bill Evans (1959-64), da prima a fianco del giovane bassista Scott LaFaro e, successivamente, di Chuck Israels.
In seguito ha collaborato con i pianisti Paul Bley (1963-64) e Keith Jarrett (1967-76). Tra i musicisti con cui si esibì o incise durante la prima fase della sua carriera figurano Lennie Tristano, Warne Marsh, Joe Castro, Arlo Guthrie (Motian si esibì per breve tempo con Guthrie nel biennio 1968-69, arrivando perfino ad esibirsi con lui al concerto di Woodstock), Carla Bley, Charlie Haden, e Don Cherry.
Nel prosieguo della sua lunga carriera Motian ha collaborato con musicisti di grande importanza nel panorama jazzistico mondiale come Marilyn Crispell, Bill Frisell, Leni Stern, Joe Lovano, Alan Pasqua, Lee Konitz, Wolfgang Muthspiel, Bill McHenry, Stephane Oliva, Stefano Bollani, Enrico Pieranunzi e molti altri.
Motian è anche un compositore e band-leader di primo piano ed ha inciso inizialmente per l'etichetta ECM (negli anni settanta e nei primi anni ottanta e, successivamente, per la Soul Note Records, la JMT Records, la Winter & Winter Records, prima di tornare alla ECM nel 2005. All'inizio degli anni ottanta ha guidato un trio composto dal chitarrista Bill Frisell e dal sassofonista Joe Lovano, talvolta integrato dalla collaborazione di alcuni contrabbassisti (Ed Schuller, Charlie Haden o Marc Johnson) e di altri musicisti fra i quali Jim Pepper, Lee Konitz, Dewey Redman e Geri Allen. Oltre a eseguire composizioni originali di Motian, il gruppo ha inciso degli omaggi a Thelonious Monk e Bill Evans e la serie degli album Paul Motian on Broadway che presentano un repertorio costituito da originali riletture di standard jazz.
Nonostante le più celebrate fra le sue collaborazioni siano quelle con i pianisti, nei suoi lavori come leader, fin dal 1970, Motian ha assai raramente incluso il pianoforte nei suoi organici mostrando una evidente predilezione per la chitarra, probabilmente perché era stato il suo primo strumento: oltre alle citate formazioni con Frisell, i suoi primi due album come leader vedono la partecipazione del chitarrista Sam Brown. Inoltre Motian ha fondato, all'inizio degli anni novanta, l'"Electric Bebop Band", che comprende due, e talvolta tre, chitarristi. Questa formazione ha lanciato, o comunque portato all'attenzione del grande pubblico, molti giovani musicisti fra cui i sassofonisti Joshua Redman, Chris Potter, Chris Cheek e Tony Malaby, e i chitarristi Kurt Rosenwinkel, Brad Shepik, Wolfgang Muthspiel, Steve Cardenas, Ben Monder e Jakob Bro.
È scomparso il 22 novembre 2011 all'età di 80 anni, presso il Mount Sinai Hospital di New York, per complicanze dovute all'improvviso peggioramento di una sindrome mielodisplastica.

## Discografia

### Come leader
- Conception Vessel (1972) - ECM 1028
- Tribute (1974) - ECM 1048
- Dance (1977) - ECM 1108
- Le Voyage (1979) - ECM 1138
- Psalm (1982) - ECM 1222
- The Story of Maryam (1984) - Soul Note
- It Should've Happened a Long Time Ago (1984) trio - ECM 1283
- Jack of Clubs (1985) - Soul Note
- Misterioso (1986) - Soul Note
- One Time Out (1987) - Soul Note
- Monk in Motian (1988) trio + guests - JMT
- On Broadway Volume 1 (1989) - JMT
- Bill Evans (1990) - JMT
- On Broadway Volume 2 (1990) - JMT
- Motian in Tokyo (1991) trio - JMT
- Paul Motian and the Electric Bebop Band (1992) - JMT
- On Broadway Volume 3 (1993) - JMT
- Trioism (1993) trio + guest - JMT
- Reincarnation of a Lovebird (1994) - Winter & Winter
- Live at the Village Vanguard (1995) trio - JMT
- Sound of Love (1995) trio (live) - Winter & Winter
- Flight of the Bluejay (1998) - Winter & Winter
- Play Monk and Powell (1999) - Winter & Winter
- 2000 + One (1999) - Winter & Winter
- Europe (2001) - Winter & Winter
- Holiday for Strings (2002) - Winter & Winter
- I Have the Room Above Her (2004) trio - ECM 1902
- Time and Time Again (2006) trio - ECM 1992
- On Broadway Volume 4: The Paradox of Continuity con Rebecca Martin alla voce (2006) - Winter & Winter
- Garden of Eden (2006) - ECM 1917
- Live at the Village Vanguard (2007, 2008) - Winter & Winter, 2 volumi
- On Broadway Volume 5 (2009) - Winter & Winter
- Lost in a Dream (March 2010) - ECM 2128

### Come sideman
Con Hal Stein & Warren Fitzgerald
- Hal Stein & Warren Fitzgerald Quintet (1955)

Con Bill Evans
- New Jazz Conceptions (1957)
- Portrait in Jazz (1959)
- Explorations (1961)
- Sunday at the Village Vanguard (1961)
- Waltz for Debby (1961)
- How My Heart Sings! (1962)
- Moon Beams (1962)
- Trio '64 (1963)

Con Bill Frisell
- Bill Frisell, Ron Carter (2006)

Con Charlie Haden
- Liberation Music Orchestra (1969)
- Ballad of the Fallen (1980)
- Dream Keeper (1989)
- Etudes, con Geri Allen e Charlie Haden (1986)
- Segments, con Geri Allen e Charlie Haden (1987)
- Live at the Village Vanguard, con Geri Allen e Charlie Haden
- The Montreal Tapes, con Geri Allen e Charlie Haden
- The Montreal Tapes, con Paul Bley e Charlie Haden
- The Montreal Tapes, con Gonzalo Rubalcaba e Charlie Haden
- The Montreal Tapes, con Liberation Music Orchestra

Con Tony Scott
- A Day in New York con Bill Evans, Henry Grimes, Milt Hinton, Sahib Shihab, Jimmy Knepper, Clark Terry (1957)
- Dedications con Bill Evans, Scott LaFaro, Juan Sastre, Shinichi Yuize (1959)

Con Keith Jarrett
- Life Between The Exit Signs (1967)
- Somewhere Before (1969)
- Expectations (1972)
- The Mourning of a Star (1973)
- Fort Yawuh (1973)
- Treasure Island (1974)
- Backhand (1974)
- Death and the Flower (1974)
- El Juicio (The Judgement) (1975)
- Shades (1975)
- The Survivors' Suite (1976)
- Bop-Be (1976)
- Eyes of the Heart (1979)
- At the Deer Head Inn (1992)

Con Pierre Favre
- Singing Drums (1984) - ECM 1274

Con Paul Bley
- With Gary Peacock - ECM 1003
- Fragments, con Bill Frisell e John Surman - ECM 1320
- The Paul Bley Quartet, con Bill Frisell e John Surman
- Notes - Soul Note
- Memoirs , con Charlie Haden - Soul Note
- Zen Palace Transheart con Steve Swallow
- Not Two, Not One, con Gary Peacock - ECM 1670

Con Bill McHenry
- Featuring Paul Motian - Fresh Sound New Talent
- Roses - Sunny Side Records

Con Steve Swallow, Gil Goldstein e Pietro Tonolo
- Your Songs: The Music of Elton John - ObliqSound

Con Jacob Sacks, Eivind Opsvik e Mat Maneri
- 2 miles a day - Yeah Yeah Records

Con Enrico Pieranunzi
- Flux an Change (1995)
- Fellini Jazz (2003)
- Live at the Village Vanguard (2014)

Con Enrico Rava
- Tati, con Stefano Bollani (2005) - ECM 1921
- New York Days con Stefano Bollani - (2009)